# 韋塞萊 (別里斯拉夫區)
47°26′22″N 33°2′29″E / 47.43944°N 33.04139°E
韋塞萊（烏克蘭語：Веселе）是位於烏克蘭南部的村莊，由赫爾松州別里斯拉夫區的大亞歷山德里夫卡市鎮負責管轄。該村始建於1919年，面積0.46平方公里，海拔高度79米，2001年人口19，人口密度每平方公里41.6人。